# G&G白びん
G&G白びん(NIKKA WHISKY GOLD & GOLD)は、1968年（昭和43年）から2015年（平成27年）までニッカウヰスキーが製造し、アサヒビールが販売していたブレンデッド・ウイスキーである。本項では1955年（昭和30年）から1962年（昭和37年）までニッカウヰスキーが製造・販売していたG&G白びんの源流であるゴールドニッカ、及び1975年（昭和50年）から1997年（平成9年）までニッカウヰスキーが製造・販売していたG&G白びんの横展開商品であるG&G黒びんについても解説する。

## 概要
G&G白びんは、1968年10月にニッカウヰスキーから発売された、ポットスチルによる北海道工場余市蒸溜所のモルト原酒（後に余市蒸溜所のモルト原酒のほか、ニッカウヰスキーが1989年に傘下に収めたベン・ネヴィス蒸溜所のモルト原酒も新たに加えられた）をベースに（発売当時は）西宮工場のカフェスチル（のちに仙台工場宮城峡蒸溜所へ移設）によるグレーン原酒をブレンドし販売されていた商品である。

## ラインナップ
- 終売品
  - G&G白びん (2000年前後-2015年8月) - 750ml
  - G&G白びん (1968年10月-2012年初頭) - 50ml、180ml
  - G&G白びん (1988年5月-2000年代初頭) - 1520ml
  - G&G白びん (1968年10月-1997年) - 380ml、760ml
  - G&G黒びん (1975年9月-1997年) - 50ml、380ml、760ml、1520ml
  - ジーンズボトルG&G (1976年-1979年) - 380ml
  - ゴールドニッカ (1955年11月-1962年) - 720ml

## 外部サイト
- G&G白びん ブレンデッドウイスキー アサヒビール